# Psychotria ardisioides
Psychotria ardisioides är en måreväxtart som beskrevs av William Grant Craib. Psychotria ardisioides ingår i släktet Psychotria och familjen måreväxter. Inga underarter finns listade i Catalogue of Life.